# Przyrów (gmina)
Przyrów est une gmina rurale du powiat de Częstochowa, Silésie, dans le sud de la Pologne. Son siège est le village de Przyrów, qui se situe environ 29 km à l'est de Częstochowa et 72 km au nord-est de la capitale régionale Katowice.
La gmina couvre une superficie de 80,44 km2 pour une population de 4 122 habitants.

## Géographie
La gmina inclut les villages d'Aleksandrówka, Bolesławów, Julianka, Knieja, Kopaniny, Przyrów, Sieraków, Smyków, Stanisławów, Staropole, Sygontka, Wiercica, Wola Mokrzeska, Zalesice et Zarębice.
La gmina borde les gminy de Dąbrowa Zielona, Janów, Koniecpol, Lelów et Mstów.